# 安娜·波克尔

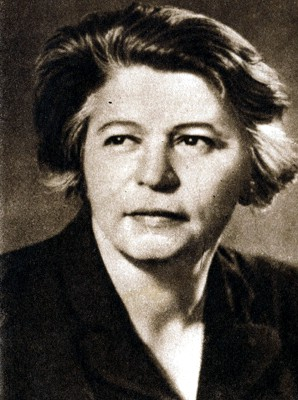
安娜·波克尔

安娜·波克尔（羅馬尼亞語：Ana Pauker；1893年2月13日—1960年6月14日），原名汉娜·拉宾松（ Hannah Rabinsohn），罗马尼亚政治人物，罗马尼亚共产党早期主要领导人之一。她曾担任罗马尼亚副总理，外交部长。安娜·波克尔是世界历史上第一位女外长。丈夫为马塞尔·波克尔。

## 生平
1893年2月13日，生于瓦斯卢伊县科达斯蒂。1915年加入罗马尼亚社会民主党；1916年加入罗马尼亚社会党。1947年11月5日，担任罗马尼亚王国民主联合政府副总理兼外交部长。1947年12月30日至1952年11月24日，担任罗马尼亚人民共和国部长会议副主席。1952年，遭清洗。1960年3月6日，安娜·波克尔因乳腺癌去世。